# 3 Lyncis
3 Lyncis är en blåvit stjärna i stjärnbilden Lodjuret. Stjärnan har visuell magnitud +7,21 och är således inte synlig för blotta ögat.